# 日傘 (ゴヤ)
『日傘』（ひがさ、西: El quitasol, 英: The Parasol）は、スペインのロマン主義の巨匠フランシスコ・デ・ゴヤが1777年に制作した風俗画である。油彩。エル・パルド王宮を装飾するための10点のタピスリーのカルトン（原寸大原画）の1つとして制作された。ゴヤが生涯のうちに制作したタピスリーのカルトンは6期63点に及ぶが、第2期連作の1点である『日傘』はそれらの中でも特に魅力的な作品として知られる。連作の1つ『酒飲み』（El bebedor）はおそらく対作品と思われる。現在はマドリードのプラド美術館に所蔵されている。

## 制作経緯

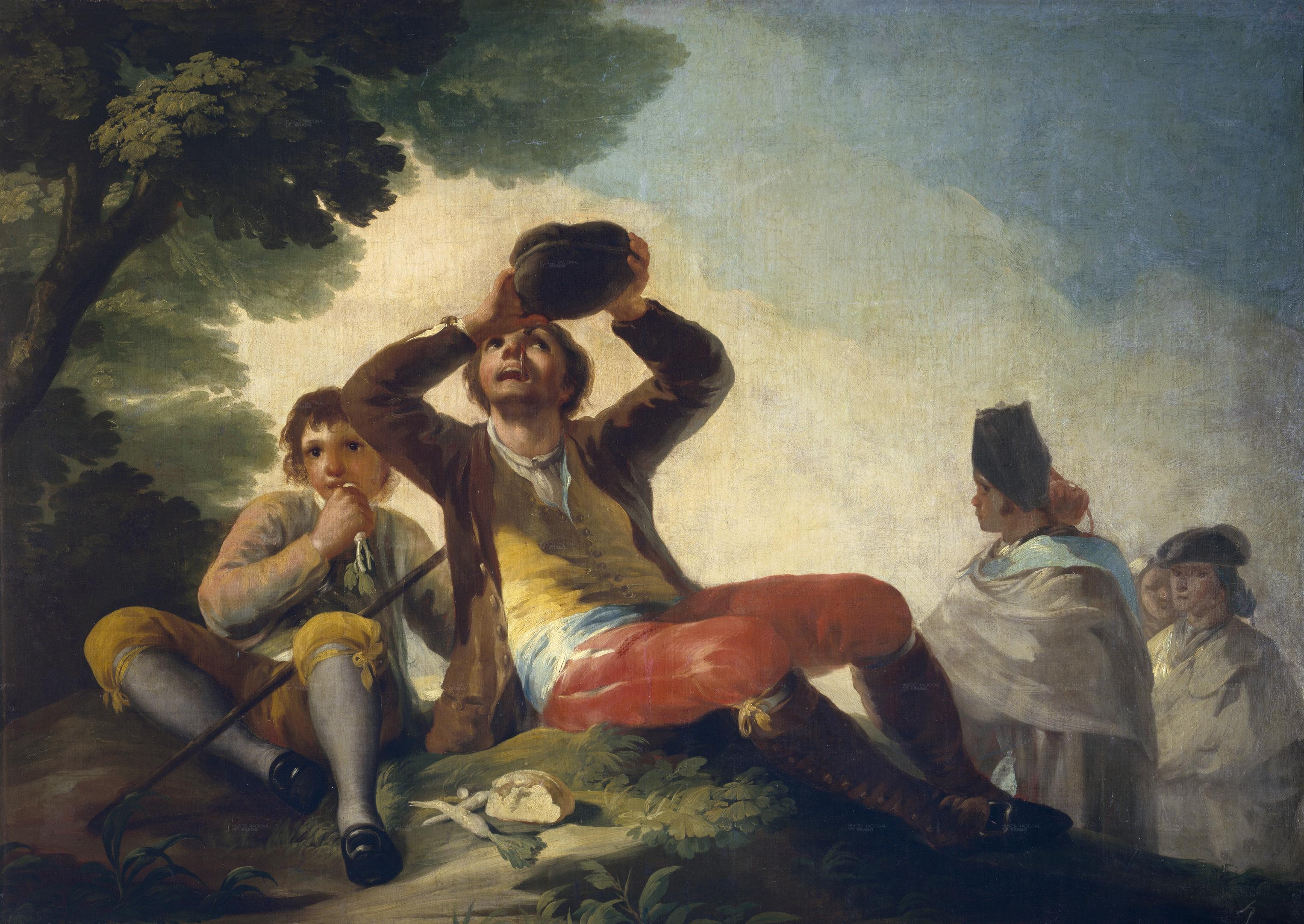
対作品『酒飲み』。1777年。プラド美術館所蔵。

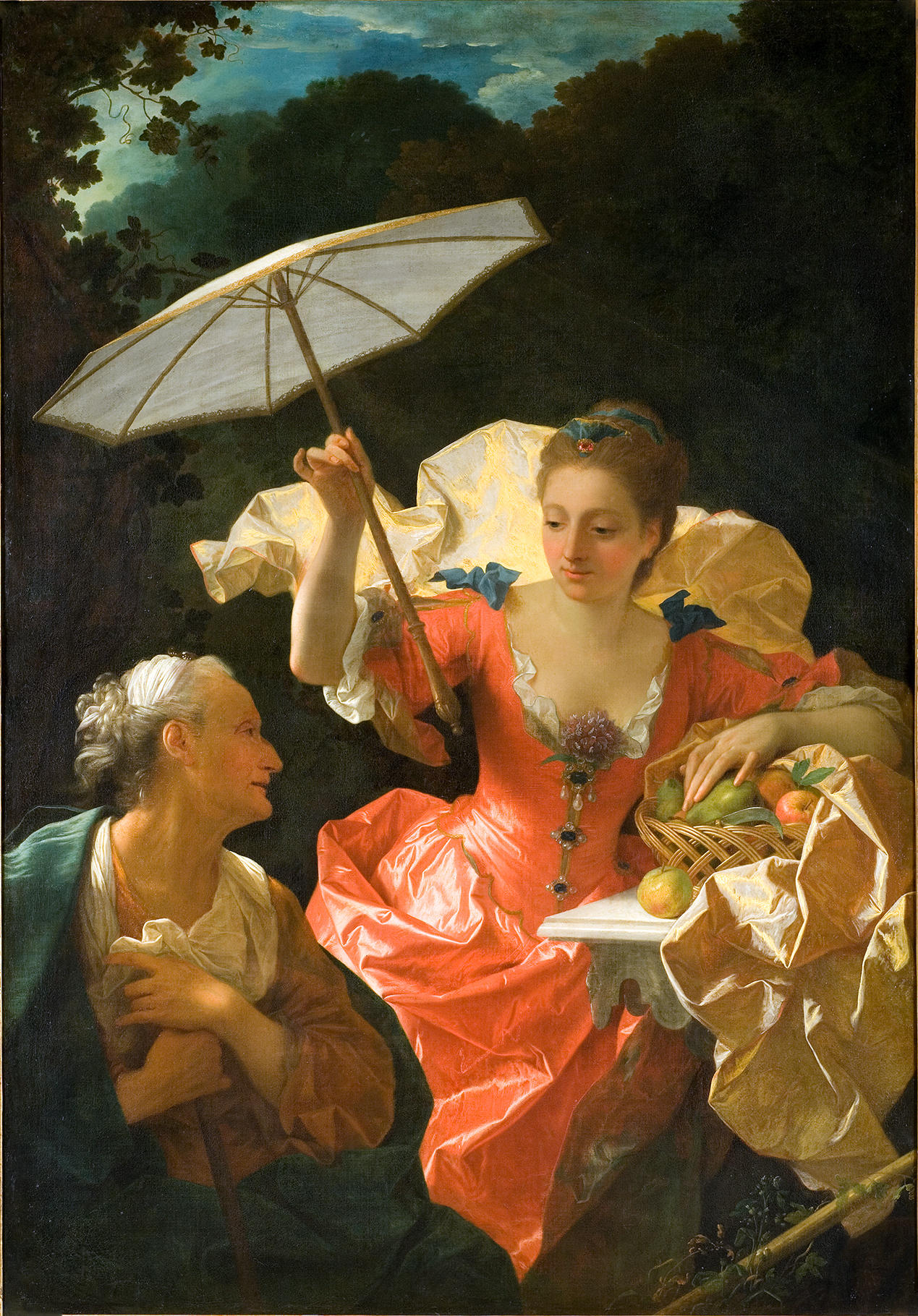
ジャン・ランクの『ウェルトゥムヌスとポモナ』。1710年から1722年頃。ファーブル美術館所蔵。

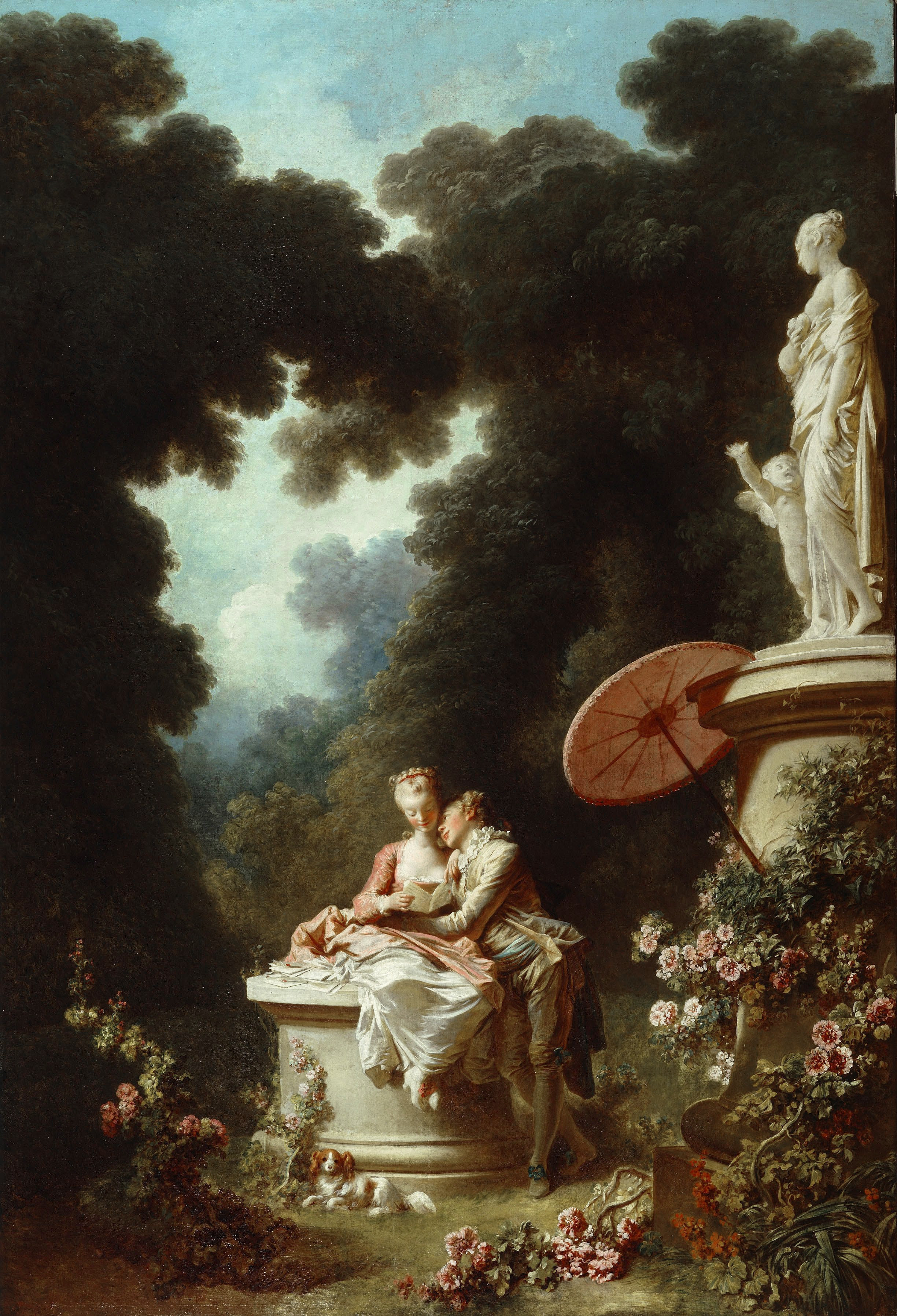
ジャン・オノレ・フラゴナールの『恋文』。1771年から1772年。フリック・コレクション所蔵。

エル・パルド王宮はマドリード郊外にある宮殿で、夏の離宮として使用された。ゴヤは1776年から1778年にかけて、この宮殿にある王太子夫妻（後のスペイン国王カルロス4世とマリア・ルイサ）の食堂の間の壁面を装飾するタピスリーのカルトンを制作した。それまではタピスリーの主題は神話画や歴史画、オランダの画家ダフィット・テニールス風の風俗画が主流であったが、ゴヤは首席宮廷画家であったアントン・ラファエル・メングスの考えを受け、当時のマドリードの人々の生活を風俗画として描くことを選択した。これにより本作品と『酒飲み』を含む『ピクニック』（La merienda）、『マンサナレス河畔での踊り』（Baile a orillas del Manzanares）、『ベンタ・ヌエバでの喧嘩』（La riña en la Venta Nueva）、『アンダルシアの散歩道、あるいはマハとマントで顔を覆う男たち』（El paseo de Andalucía o La maja y los embozados）、『凧上げ』（La cometa）、『カード遊びをする人々』（Jugadores de naipes）、『膀胱を膨らませる子供たち』（Niños inflando una vejiga）、『果実を採る少年たち』（Muchachos cogiendo fruta）の、計10点の油彩画がカルトンとして制作された。これらはいずれも「田舎」をテーマとしており、各作品の具体的な構図はゴヤによって考案された。『日傘』と『酒飲み』のタピスリーは食堂の間東壁の、大画面の『ベンタ・ヌエバでの喧嘩』の両側にある扉の上に設置されることが意図された。

## 作品
ゴヤは土手の草地に座った若い女性と彼女のために日傘を差す若者を描いている。女性は皮で裏打ちされた優雅なマントと上品なベストを身にまとい、右手に扇子を持ちながら鑑賞者に向かって微笑みかけている。彼女の両膝の上では小型犬が丸くなって寝そべっている。若者は女性の左斜め後方に立ち、彼女のすぐ背後から傘を差し出している。
この男女はあらゆる点で対照的である。女性は贅沢な服装をしていることから上流階級の出身であると分かるが、特に上流階級の間で流行したペティメートラと呼ばれるフランスかぶれの女であることがうかがえる。一方、若者の装いは簡素であり、マドリードの下町で暮らすマホ（伊達男の意）と思われる。通常、ペティメートラは紳士をともなうが、本作品では女性に焦点が当てられ、男性は背後に控えているにすぎず、2人の間に階級差が存在していることが明確に表されている。また鑑賞者に向けられた視線と扇子を持った身振りは鑑賞者を誘っているかのようであり、のちの版画連作《ロス・カプリーチョス》（Los Caprichos）にしばしば登場する売春婦と若い客の関係を思わせる。それは単なる風俗画ではない、社会の実態や人間の愚かさを主題とした批判や風刺を展開していくことになるゴヤの近代的な画家への転身を予告するものとなっている。
1775年に始まるカルトンの仕事は若いゴヤにとって絵画技術の修練と実験そして実践の場であった。2人の人物像をピラミッド型に配置した構図はゴヤがイタリア絵画から受けた影響を反映し、コントラストが明確な色彩の豊かな組み合わせと大気感はディエゴ・ベラスケスの絵画の影響を反映している。また傘を通して女性の顔に当たる陽光の微妙な変化は、光と影を描くゴヤの熟練した技量を示している。
屋外の男女を描くというテーマはフランスのロココ時代の雅宴画に由来しているが、ゴヤはその場面を18世紀のスペインに置き換えている。図像的源泉もフランスの先行作品が多く挙げられている。たとえばニコラ・ランクレの原画や、ジャン・ランクの絵画『ウェルトゥムヌスとポモナ』（Vertumne et Pomone）、ジャン・オノレ・フラゴナールの連作《恋の成り行き》の『恋文』（Le progrès de l'amour: lettres d'amour）などの作品に基づいた版画、あるいはパオロ・ヴェロネーゼの『ヴィーナスとアドニス』（Venere e Adone）との関連性が指摘されている。

## 来歴
絵画はスペイン王室のコレクションに由来している。制作された絵画はカルトンとして1777年8月12日にマドリードのサンタ・バルバラ王立タペストリー工場に納品された。1856年から1857年にかけて、マドリードの王宮に移管されたのち、1870年1月18日および2月8日の王命により、同年2月15日にプラド美術館に収蔵された。

## ギャラリー
2期連作の他のカルトン
いずれもプラド美術館に所蔵されている。

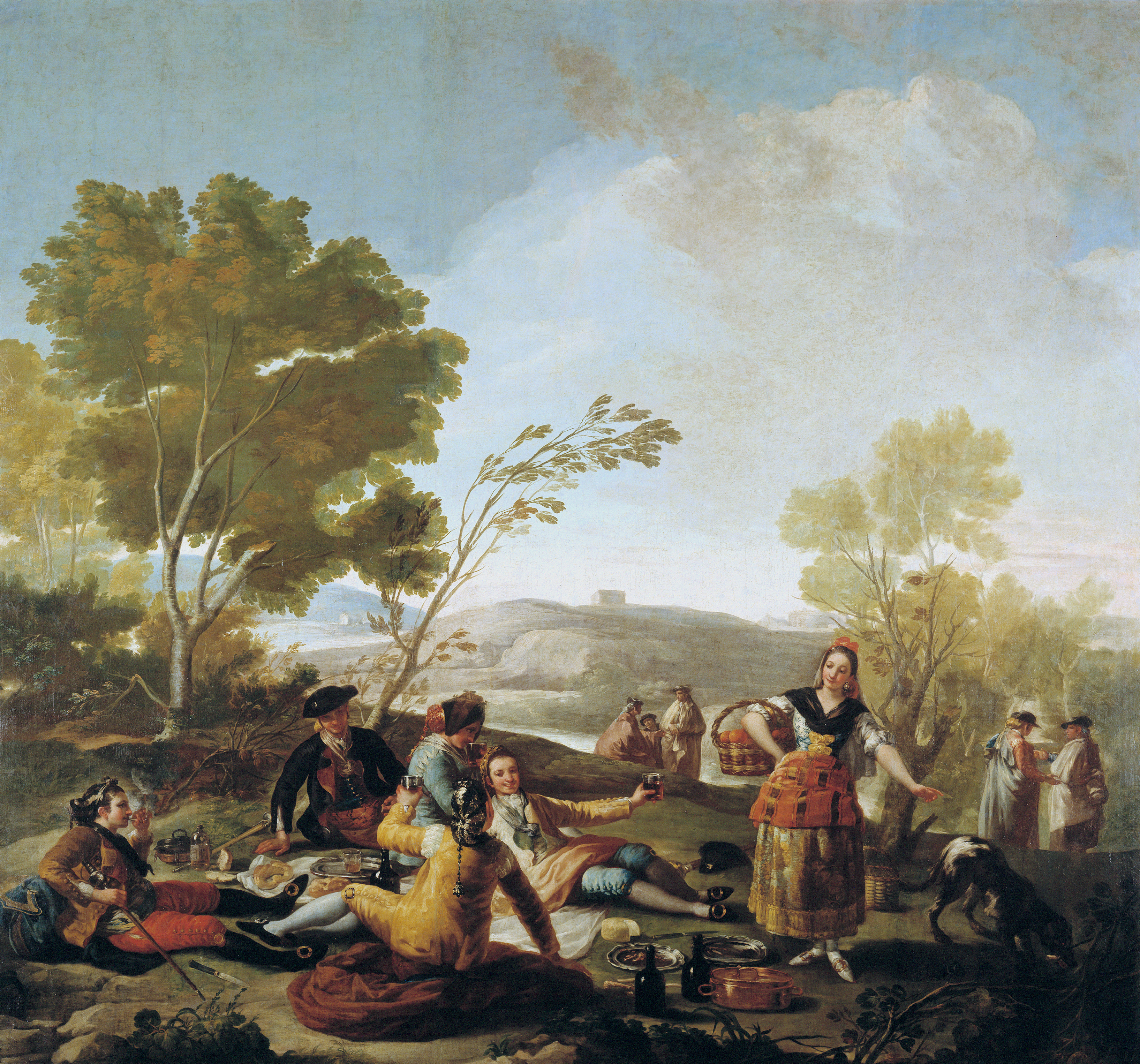
『ピクニック』1776年
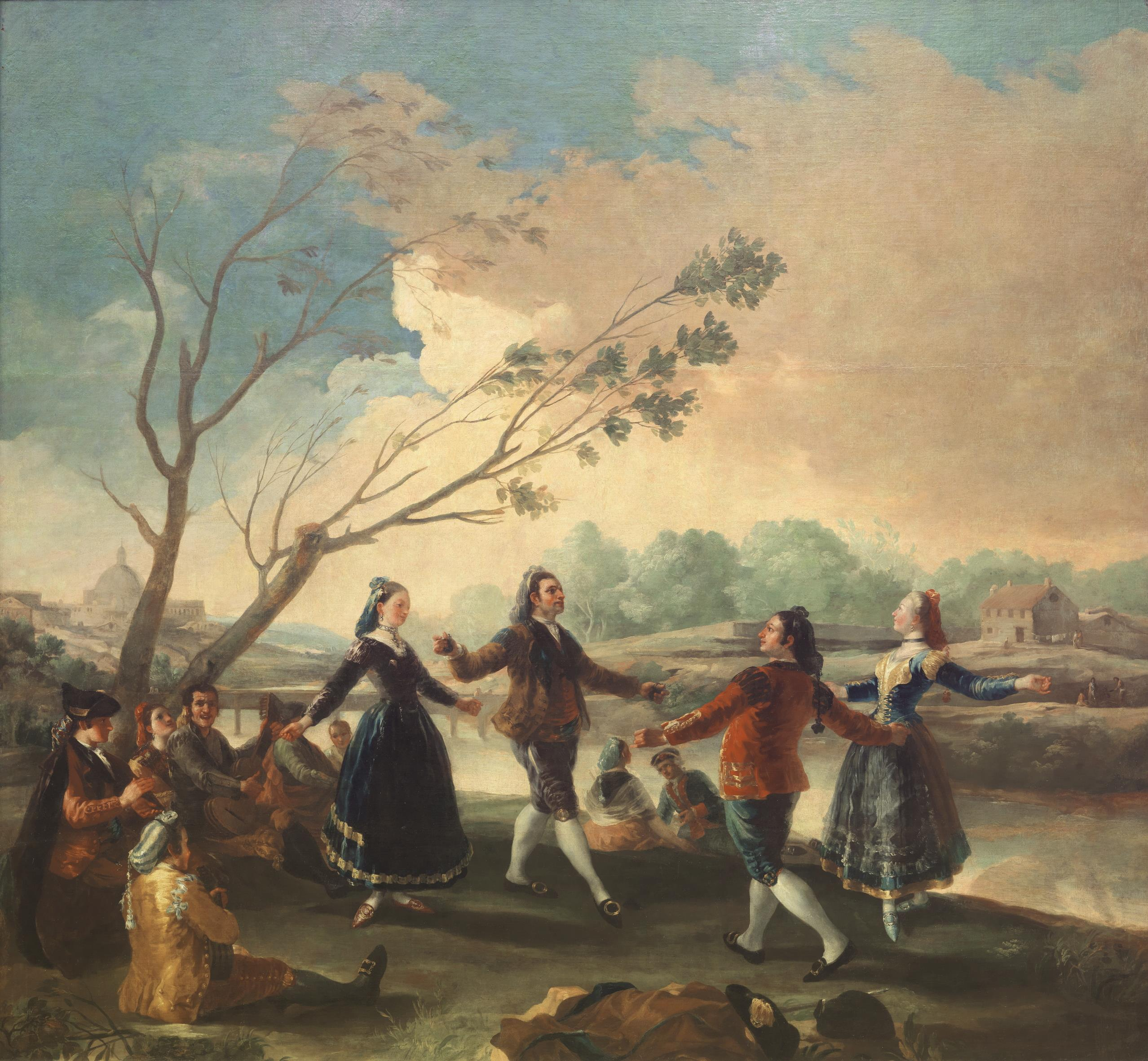
『マンサナレス河畔での踊り』1777年
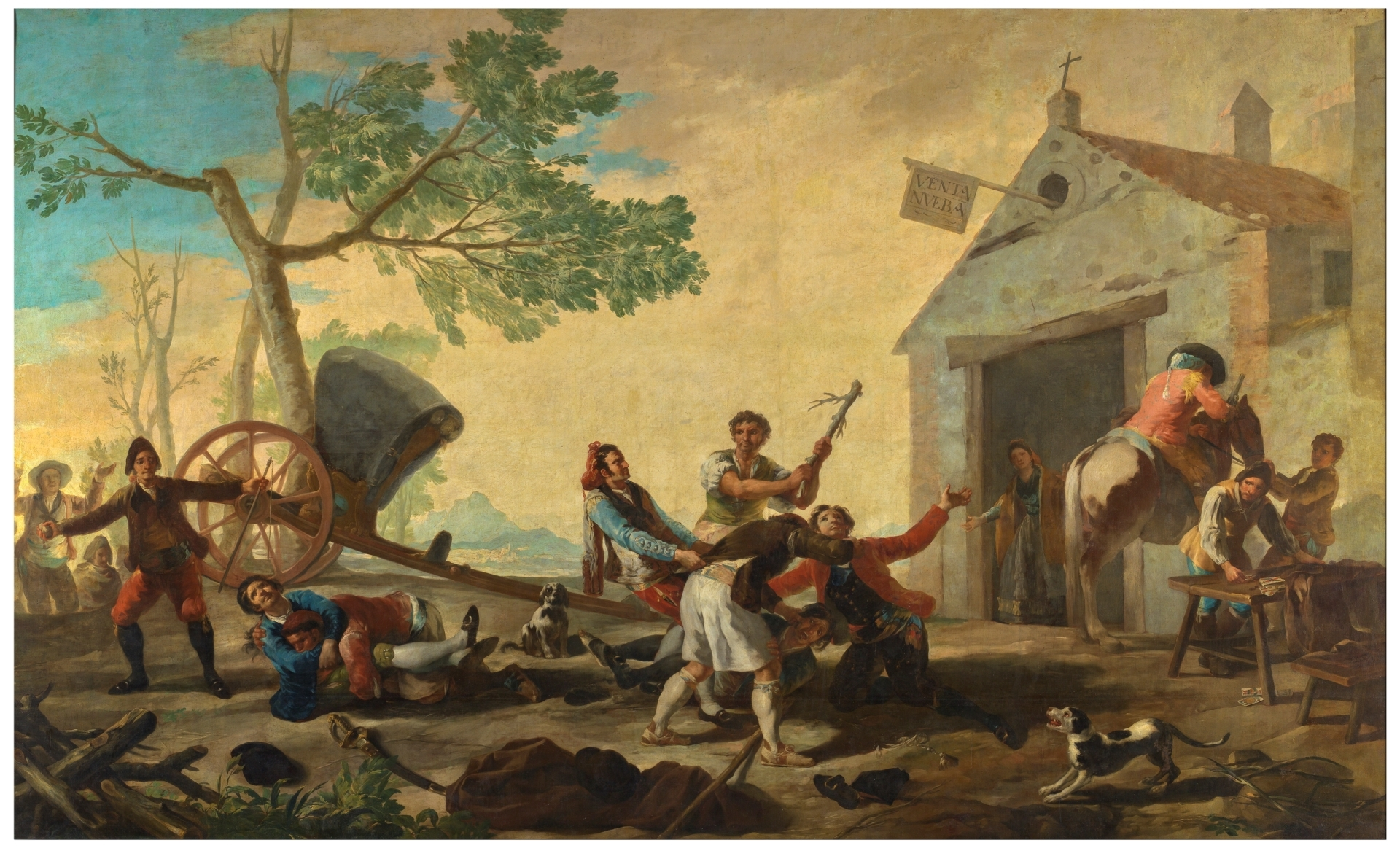
『ベンタ・ヌエバでの喧嘩』1777年
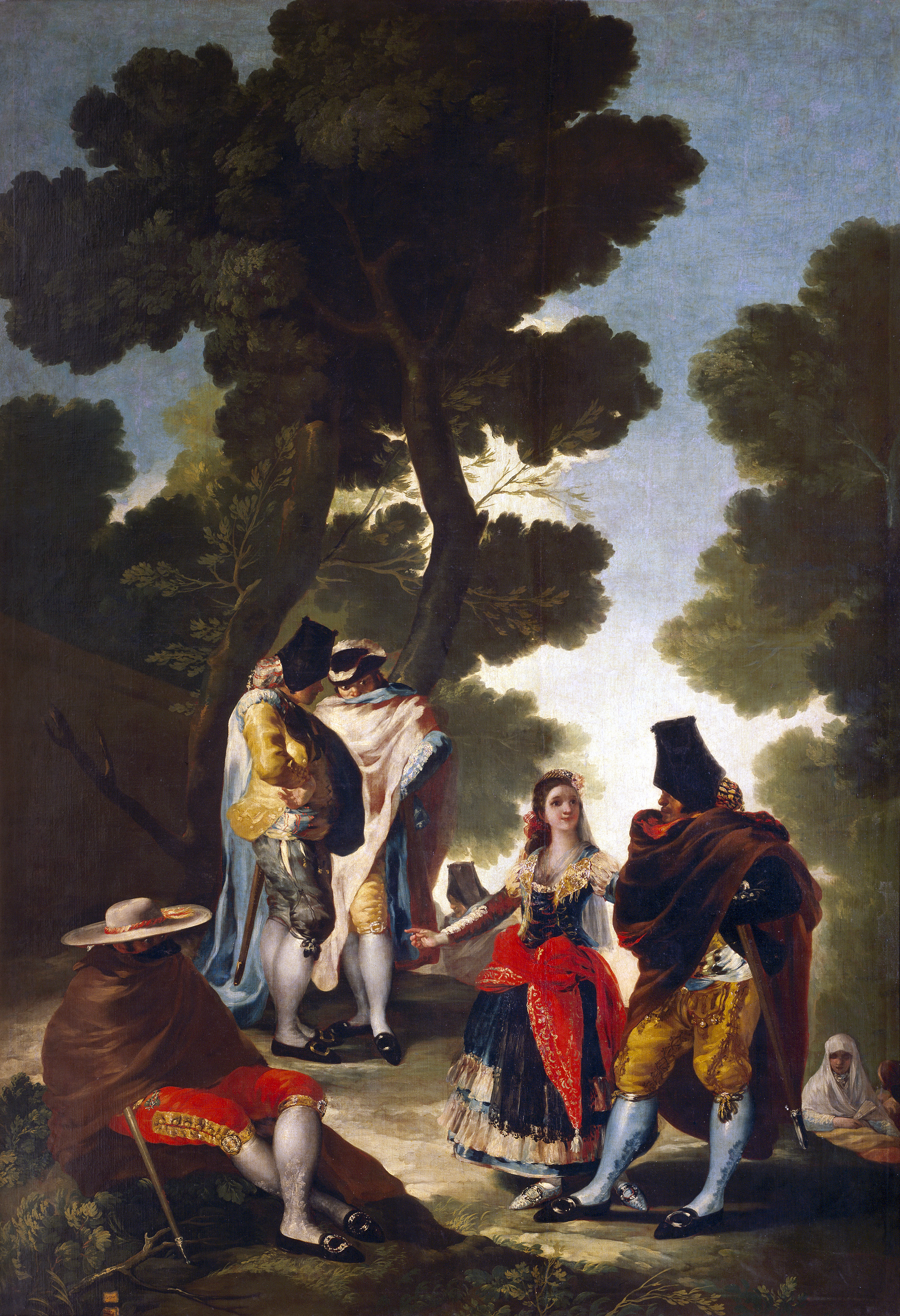
『アンダルシアの散歩道、あるいはマハとマントで顔を覆う男たち』1777年
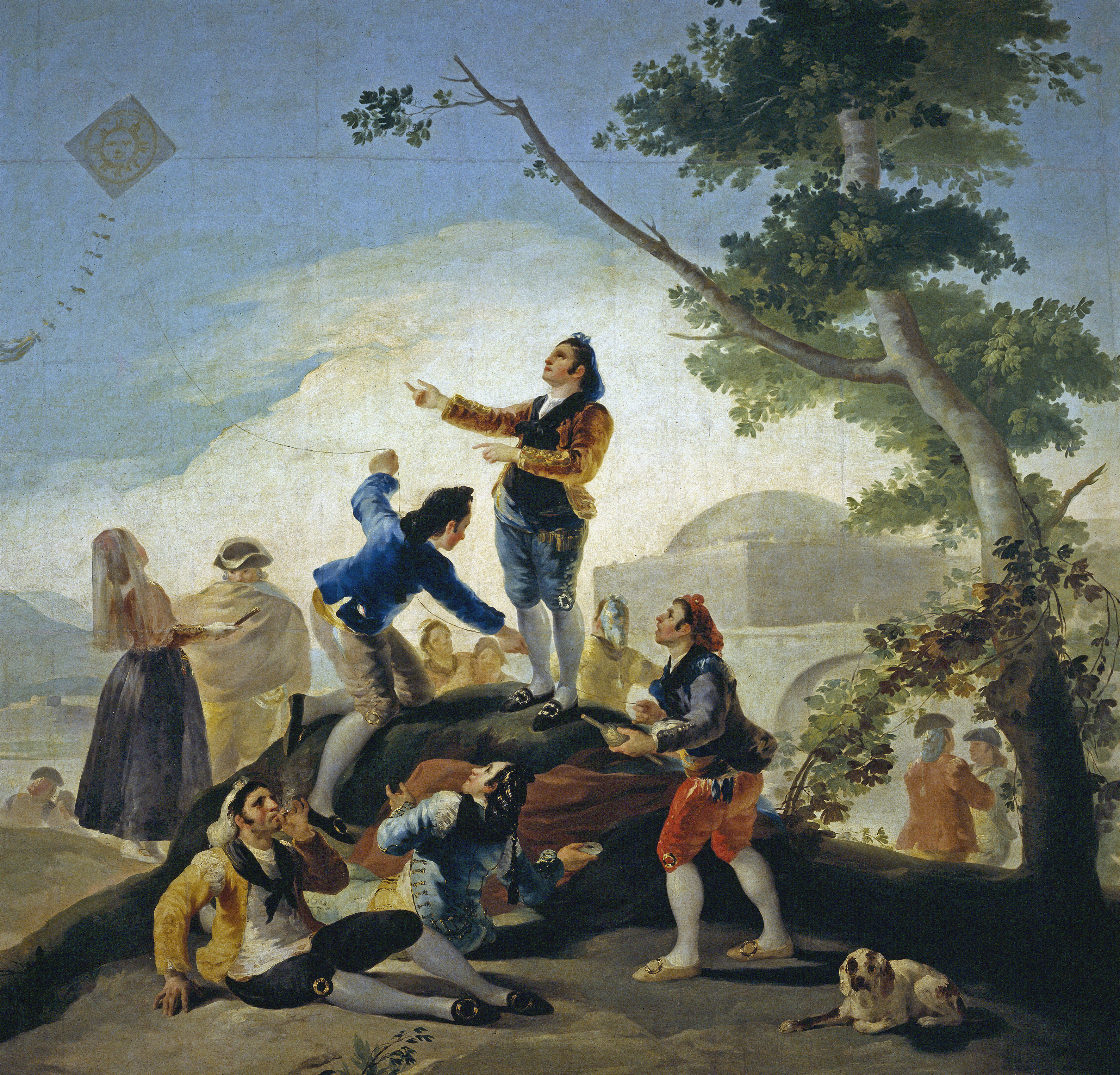
『凧上げ』1777年と1778年の間
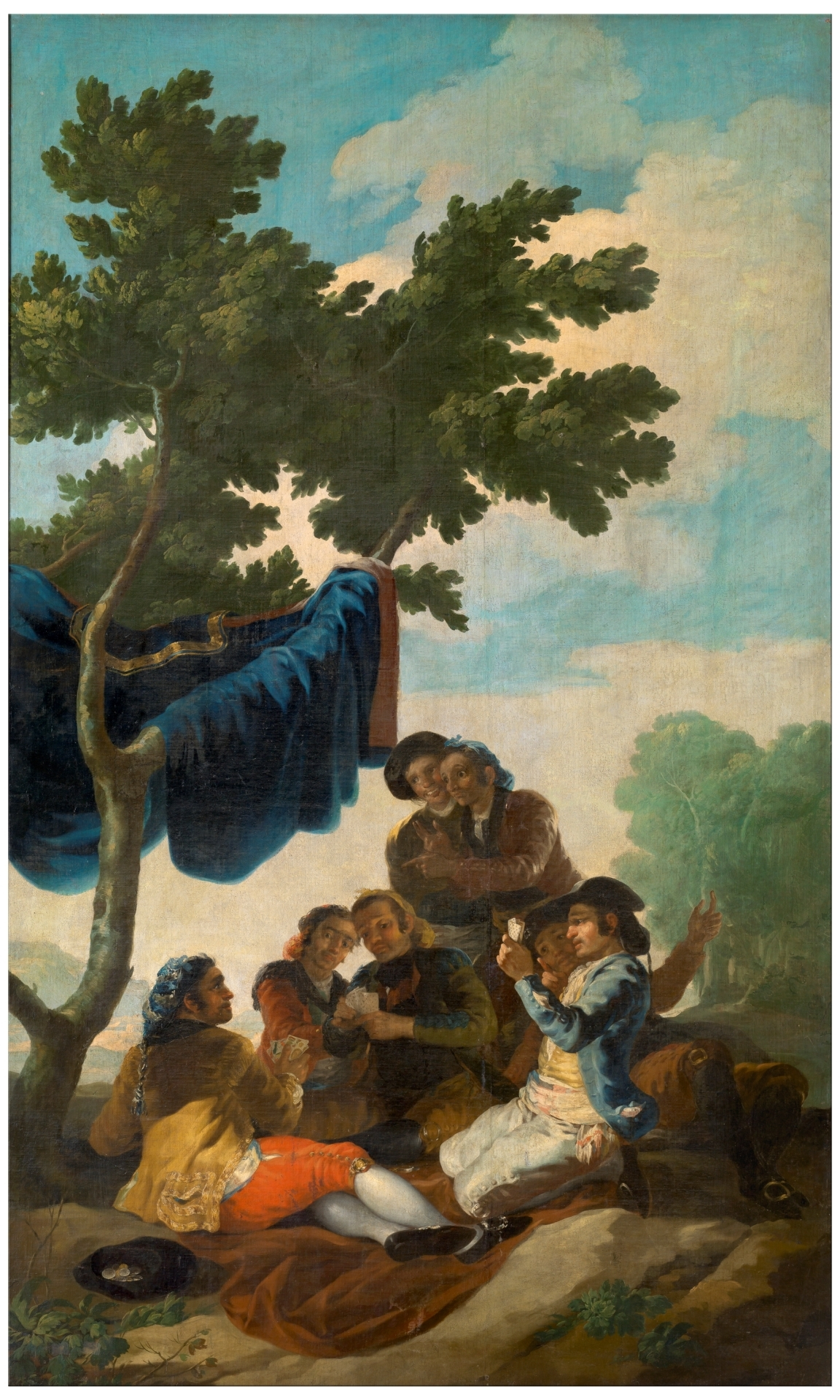
『カード遊びをする人々』1777年と1778年の間
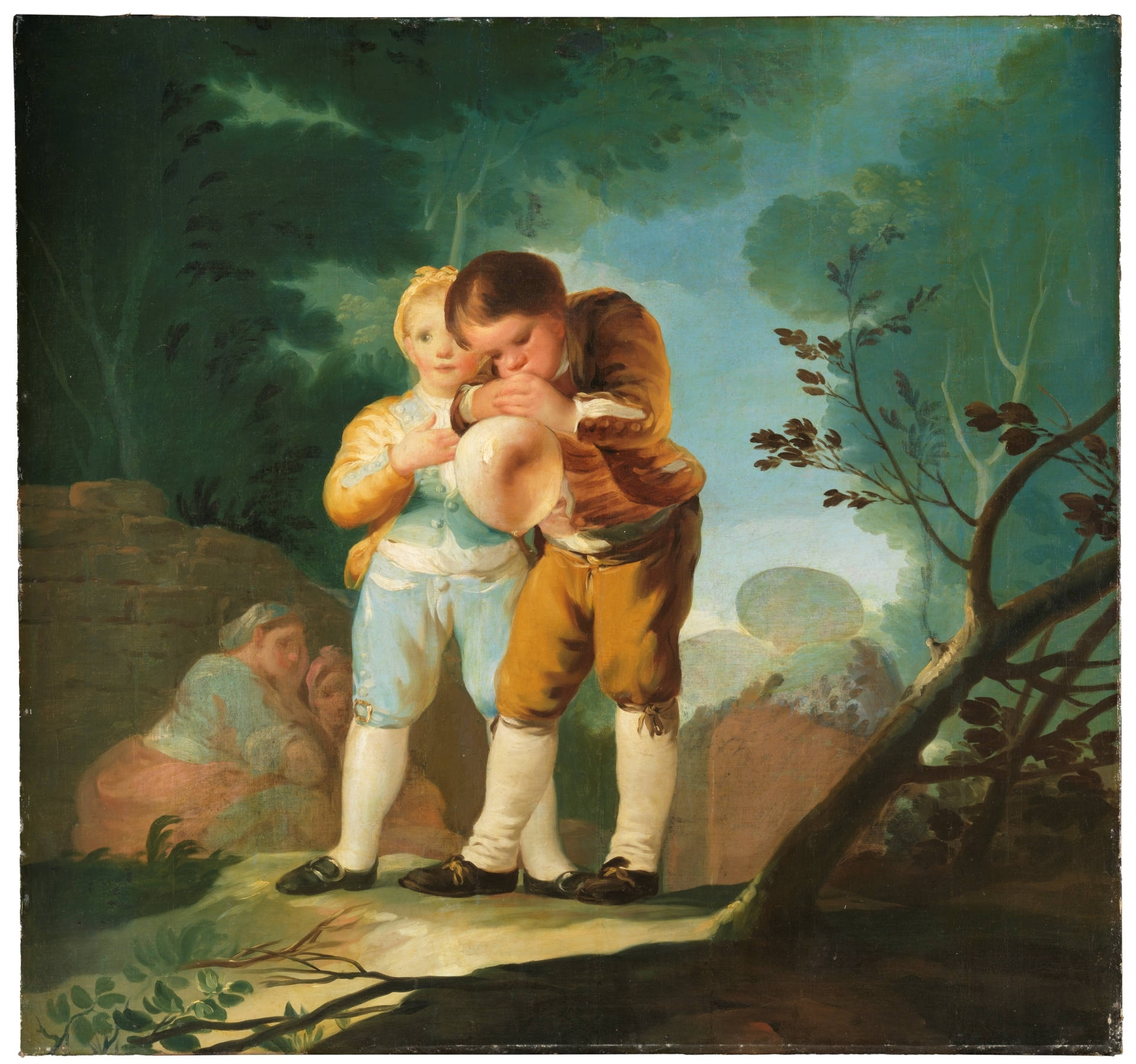
『膀胱を膨らませる子供たち』1778年
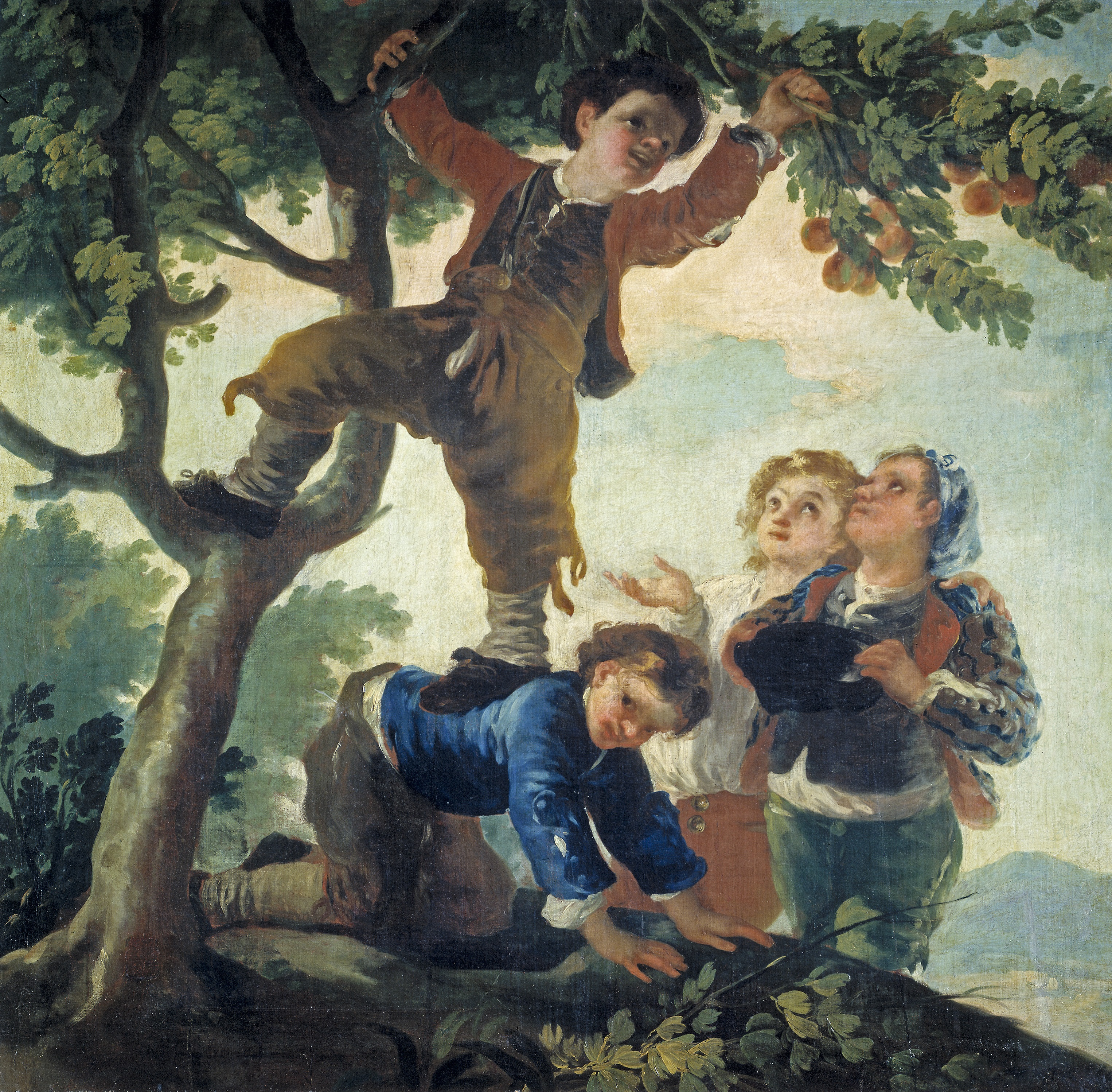
『果実を採る少年たち』1778年